# 滝田常晴
滝田 常晴（たきた つねはる、1922年 - ）は、日本の昭和から平成にかけて活動した作詞家。
日本作詩家協会会員。青森県出身。

## 来歴
1922年（大正11年）、青森県三戸郡五戸町に生まれる。1940年（昭和15年）に地元紙の東奥日報社が懸賞募集した軍歌「出でよ少年航空兵」に「瀧田好雄」名義で入選して以降、戦後に富士製鐵へ入社し釜石製鉄所（現在の日本製鉄北日本製鉄所釜石地区）の社員として勤務する傍ら同社の社歌や釜石製鉄所の所歌を作詞した。
後に愛知県東海市の名古屋製鉄所へ転勤したが、この間も全国の市町村歌や校歌、音頭で懸賞公募の常連的な存在となり、1968年（昭和43年）の明治百年記念式典に合わせて募集された頌歌「のぞみあらたに」（作曲：外山雄三）では応募作が一等入選で採用されている。また、市町村章や企業の社章・シンボルマーク等のデザイン案でも応募作が採用されたものがある。
新日本製鐵を定年退職した後は東海市でタウン情報誌の編集・発行に携わりながら作詞を続け2006年（平成18年）時点での存命が確認されているが、近況は不明。

## 主な作品

### 市町村歌
- 各務原市民の歌（作曲：市川昭介）
- 南陽市民歌「幸せたわわに」（作曲：安達弘潮）
- 阿久比讃歌 光あふれて（作曲：小川寛興）
- 美浜讃歌（作曲：いずみたく）
- 美郷町民歌 光あふれて（作曲：津雲優）

廃止楽曲
市町村合併により廃止された楽曲。
- 水沢市民歌（作曲：宅孝二）
- 久慈市民歌（作曲：坂本良隆）[2]
- 安代町民歌（補作：勝又雄一郎、作曲：野崎哲郎）
- 山形村村民歌（作曲：千葉了道）

### 音頭
- 若狭高浜音頭（補作詞：高浜町、作曲：青木玲二、歌手：八汐亜矢子）
- 菰野ふるさと音頭（補作詞）（作曲：青木玲二、歌手：八汐亜矢子）
- 道産子ばやし（作曲：古賀政男）
- 大東京音頭（補作詞：藤田まさと、作曲：遠藤実） - 東京12チャンネル（現在のテレビ東京）選定
- 大大阪音頭（補作詞：藤田まさと、作曲：遠藤実）
- 三陸博音頭（作曲：安藤睦夫）
- 愛知ふるさとふれあい音頭（作曲：青木玲二）

- 美和音頭（作曲：二の宮鉄弥）

### 校歌・学歌
- 兵庫大学「兵庫大学のうた 〜未来を求めて〜」（作曲：湯山昭）[4]
- 岩手県警察学校歌（作曲：菅野陽）
- 沖縄県警察学校校歌[2]
- 豊明高等学校校歌

### その他
- のぞみあらたに（作曲：外山雄三） - 明治百年頌歌
- 花ぐるま（作曲：小椋佳） - ひろしまフラワーフェスティバルテーマソング
- しんらんさま（作曲：古関裕而）[5]
- ページめくれば（作曲：中田喜直） - 読書推進運動協議会選定歌
- まあるくなった - 鹿児島県家庭の日の歌[2]

## 著書
- 『のぞみあらたに 滝田常晴作品集』（カミテツ印刷、1994年） 国立国会図書館書誌ID:000002673589
- 『のぞみあらたに 滝田常晴作品集 続』（カミテツ印刷、1997年） 国立国会図書館書誌ID:000002673590

### 編著
- 橋山和正『かんでかんでかみまくる 体内モルヒネ』（ケイ・アイ・ド、1996年） 全国書誌番号:97076450